# Heterosoma favareli
Heterosoma favareli är en skalbaggsart som beskrevs av Olsoufieff 1925. Heterosoma favareli ingår i släktet Heterosoma och familjen Cetoniidae. Inga underarter finns listade i Catalogue of Life.